# Coragem do Norte na Terra Média
O medievalista e escritor de fantasia J. R. R. Tolkien inspirou-se em diversas fontes para criar os personagens, histórias, lugares e idiomas da Terra Média. Entre essas influências está a mitologia nórdica, que apresenta uma coragem destemida, por Tolkien chamada de *coragem nórdica*. Para ele, essa virtude era exemplificada pela determinação dos deuses nórdicos em enfrentarem a batalha final, Ragnarök, mesmo sabendo que morreriam. Tolkien também foi influenciado pelos poemas em inglês antigo Beowulf e A Batalha de Maldon, que enaltecem o heroísmo corajoso. Seu objetivo era criar uma mitologia para a Inglaterra, já que pouco restava da mitologia pré-cristã inglesa. Ele argumentava que havia um "temperamento heroico fundamentalmente semelhante" na Inglaterra e na Escandinávia, combinando elementos de outras regiões do norte da Europa, incluindo a literatura celta [en] e nórdica, com o que encontrou da própria Inglaterra.
Na Terra Média, a coragem nórdica é uma virtude central, intimamente ligada à sorte e ao destino. Em O Hobbit e O Senhor dos Anéis, o mago Gandalf aconselha os protagonistas a manterem o ânimo, pois o destino é sempre incerto. Tolkien, porém, tinha sentimentos ambivalentes sobre a coragem heroica, como demonstrado em sua obra de 1953, The Homecoming of Beorhtnoth Beorhthelm's Son, onde critica severamente o líder inglês Byrhtnoth [en] por conceder terreno ao inimigo com excesso de confiança, uma decisão desastrosa que resultou em derrota e em sua morte.
Estudiosos observam que Tolkien não se sentia completamente à vontade com a coragem nórdica como virtude, por mais que a admirasse, pois ela poderia se transformar em orgulho insensato, como no caso de Beorhtnoth. O medievalista Tom Shippey [en] descreveu como essa virtude poderia ser combinada com uma perspectiva cristã para melhor alinhar-se à visão de Tolkien. Austin Freeman complementa que a virtude tolkieniana resultante, *estel*, uma esperança que se traduz em ação, também pode incorporar a virtude clássica de pietas, o dever leal.

## Contexto
J. R. R. Tolkien foi um scholar da literatura inglesa, filólogo e medievalista com interesse em línguas e poesia da Idade Média, especialmente da Inglaterra anglo-saxã e do norte da Europa. Seu conhecimento profissional sobre Beowulf, que narra um mundo pagão com um narrador cristão, influenciou a criação de seu mundo fictício, a Terra Média. Sua intenção de criar o que foi chamado de uma mitologia para a Inglaterra levou-o a construir não apenas histórias, mas um mundo completo, a Terra Média, com línguas, povos, culturas e história. Entre suas muitas influências, destacam-se as línguas e literaturas medievais, incluindo a mitologia nórdica. Ele é mais conhecido como autor das obras de alta fantasia O Hobbit e O Senhor dos Anéis, ambas ambientadas na Terra Média.

## Incorporando o Norte Medieval

### Uma mitologia híbrida para a Inglaterra
A medievalista Marjorie Burns [en] escreve que "a Terra Média de J. R. R. Tolkien é marcadamente e intricadamente nórdica, tanto em aspectos antigos quanto modernos." Ela cita uma carta para a scholar clássica Rhona Beare, na qual Tolkien afirmou que não inventou o nome "Terra Média", pois ele vinha dos "habitantes do noroeste da Europa, Escandinávia e Inglaterra". Burns afirma que Tolkien "via a Inglaterra como parte legítima desse Norte". Ela menciona sua declaração em "Beowulf: Os Monstros e os Críticos", onde Tolkien descreve Beowulf como "nórdico até o cabo" e diz que ele foi escrito na Inglaterra, movendo-se "em nosso mundo nórdico sob nosso céu nórdico". Isso não implica que a mitologia nórdica seja a única fonte da fantasia de Tolkien; Burns observa que há "outra nordicidade celta na literatura da Terra Média". Douglass Parker [en] escreveu que Tolkien "fez de seu mundo um reflexo, ou 'pré-reflexo', da Inglaterra antes do triunfo do cristianismo, da interação entre celtas e teutões... ele explorou as mitologias disponíveis". A Terra Média foi descrita por estudiosos como Jane Chance [en] e Tom Shippey como "uma mitologia para a Inglaterra". Em resposta aos jornalistas Charlotte e Denis Plimmer, do The Daily Telegraph, que sugeriram que "a Terra Média... corresponde espiritualmente à Europa nórdica", Tolkien escreveu:
| “                                                     | Não nórdica, por favor! Uma palavra que eu pessoalmente desaprovo; ela está associada, embora de origem francesa, a teorias racialistas. Geograficamente, norte é geralmente melhor. Mas um exame mostrará que mesmo isso é inaplicável (geograficamente ou espiritualmente) à 'Terra-média'. | ” |
| — J. R. R. Tolkien, Carta 294, 8 de fevereiro de 1967 | |   |

Tolkien nega a afirmação do poeta W. H. Auden de que, para ele, "o Norte é uma direção sagrada", dizendo que, em vez disso, "o noroeste da Europa... tem meu afeto, mas não é 'sagrado', nem esgota meus afetos".

### Coragem nórdica "mesmo em nossos tempos"

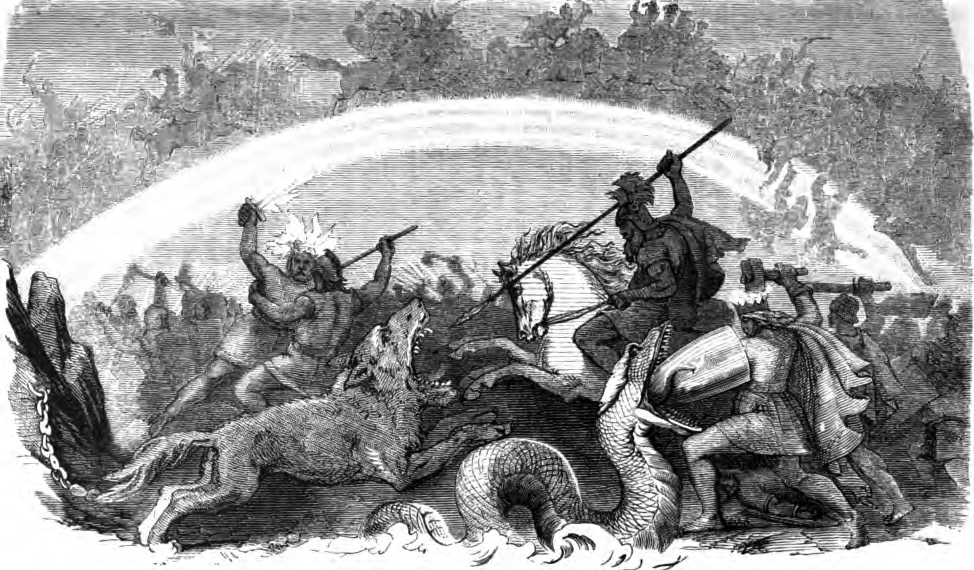
Ragnarök é um dos elementos identificados por estudiosos em O Senhor dos Anéis. Batalha dos Deuses Condenados, por en, 1882

Entre os elementos que Tolkien combinou para criar a Terra Média está Ragnarök; Parker chama o "cataclismo final" de O Senhor dos Anéis de "um Ragnarök, mas sem garantia de um desfecho positivo". Ragnarök é uma série apocalíptica de eventos na mitologia nórdica, onde os deuses (Æsir), incluindo Odin, Thor e Týr, lutam até a morte contra os jötnar (gigantes) e monstros, enquanto o mundo é consumido por fogo e inundação. Os deuses sabem que morrerão, mas ainda assim vão à luta. Burns compara a luta na ponte de Khazad-dûm com a "ponte arco-íris flamejante" de Bifröst em Ragnarök; em ambos os casos, os adversários são igualmente poderosos, e as pontes são destruídas. Em sua palestra de 1936, "Beowulf: The Monsters and the Critics [en]", Tolkien escreveu que se inspirou nessa batalha final condenada, afirmando que a coragem nórdica era a ideia literária mais importante do norte medieval:
| “                                                           | Um dos elementos mais potentes nessa fusão [de heroísmo e cristianismo] é a coragem nórdica: a teoria da coragem, que é a grande contribuição da literatura nórdica inicial. Não é um julgamento militar... Refiro-me à posição central que a crença na vontade inabalável ocupa no Norte. | ” |
| — J. R. R. Tolkien, "Beowulf: The Monsters and the Critics" | |   |

Ao escrever sobre a qualidade poética e o significado de Beowulf, um poema em inglês antigo, Tolkien sugeriu uma conexão estreita entre a mitologia inglesa e escandinava:
| “                                                           | Quase não sabemos nada sobre a mitologia inglesa pré-cristã. Mas o temperamento heroico fundamentalmente semelhante da Inglaterra antiga e da Escandinávia não pode ter se baseado em (ou talvez, não pode ter gerado) mitologias divergentes nesse ponto essencial. | ” |
| — J. R. R. Tolkien, "Beowulf: The Monsters and the Critics" | |   |

Tolkien afirmou que, enquanto a "imaginação meridional mais antiga" (mitologia grega e romana) se tornou mero "ornamento literário", a visão nórdica da coragem "tem o poder de reviver seu espírito mesmo em nossos tempos". O scholar Tom Shippey comenta que Tolkien reconhecia o perigo disso, pois poderia ser usado para o bem ou para o mal, e, pouco após a palestra, os nazistas apropriaram-se dessa mitologia.

### Entre Homens e Hobbits
Marjorie Burns escreve que o tema da ação corajosa diante da derrota inevitável em O Senhor dos Anéis é inspirado na visão de mundo da mitologia nórdica, que enfatiza a "destruição iminente ou ameaçadora". Mesmo os hobbits amantes do lar, Frodo e Sam, compartilham essa coragem, sabendo que têm poucas chances de retornar de sua jornada desesperada rumo ao Monte da Perdição. Da mesma forma, Janet Brennan Croft [en] observa que o hobbit Pippin [en] pode sentir que seu papel na guerra é "longe de glorioso", mas, assim como seu amigo Merry [en], demonstra coragem, persistindo sem esperança.
Tom Shippey destaca que Tolkien anuncia a chegada dos Cavaleiros de Rohan [en] na Batalha dos Campos do Pelennor com a frase "Grandes cornetas do Norte soando selvagemente", indicando bravura e temeridade, e exemplificando o "mundo heroico nórdico". A estudiosa de cinema Gwendolyn Morgan comenta que os filmes de Peter Jackson "preservam com sucesso a teoria da coragem nórdica". Ela escreve que isso é "mais evidente" na cultura dos Cavalheiros de Rohan, tanto no livro de Tolkien quanto nos filmes de Jackson, pois os heróis ecoam Ragnarök em sua "coragem para enfrentar o horror e determinação para fazer o que é certo, que está no cerne da coragem nórdica". Morgan vê isso "de forma mais completa" nas duas grandes batalhas de Jackson, Abismo de Helm e Campos do Pelennor, citando as palavras do rei de Rohan,  Théoden, ao partir para lutar no Abismo de Helm, esperando a morte:
| “ | Aragorn: "Partam. Partam e enfrentem-nos." Théoden: "Por morte e glória!" Aragorn: "Por Rohan." Théoden: "Sim! A trompa de Helm Mão-de-Martelo soará no Abismo uma última vez... Feitos cruéis nos aguardam. Agora pela ira, agora pela ruína, e pelo amanhecer vermelho!" | ” |

Morgan também cita as palavras de Théoden antes dos Campos do Pelennor, afirmando que a batalha "exibe novamente a coragem nórdica dos Rohirrim":
| “ | Um capitão: "Vieram poucos. Não podemos derrotar os exércitos de Mordor." Théoden: "Não, não podemos; mas mesmo assim os enfrentaremos." | ” |

Na batalha, Théoden ordena que seus homens ataquem o inimigo. Jackson adapta as palavras de Tolkien:
| “ | Théoden: "Ergam-se, ergam-se, Cavalheiros de Théoden! A lança será agitada, o escudo será estilhaçado, um dia de espada, um dia vermelho, antes que o sol nasça! Cavalguem agora, cavalguem agora, cavalguem! Cavalguem para a ruína e o fim do mundo! Morte! Morte! Morte! Avante, Eorlingas!" | ” |

Os Cavalheiros respondem, gritando "Morte!" enquanto avançam.
A medievalista Elizabeth Solopova [en] contrasta a firme coragem nórdica do  herói e futuro rei Aragorn com o velho Regente de Gondor, Denethor, que carece completamente dessa qualidade. Shippey observa que o oposto de Denethor [en], o rei Théoden de Rohan, vive segundo a coragem nórdica e morre devido ao desespero de Denethor.
| Personagem | Comportamento                    | Resultado                                                                   |
| ---------- | -------------------------------- | --------------------------------------------------------------------------- |
| Aragorn    | Consistentemente corajoso        | Torna-se rei                                                                |
| Denethor   | Busca conhecimento, desespera-se | Comete suicídio, afastando o mago Gandalf da batalha                        |
| Théoden    | Vive pela coragem nórdica        | Morre em batalha, em parte devido ao desvio de Gandalf causado por Denethor |

### Entre Elfos: Fëanor versus Galadriel

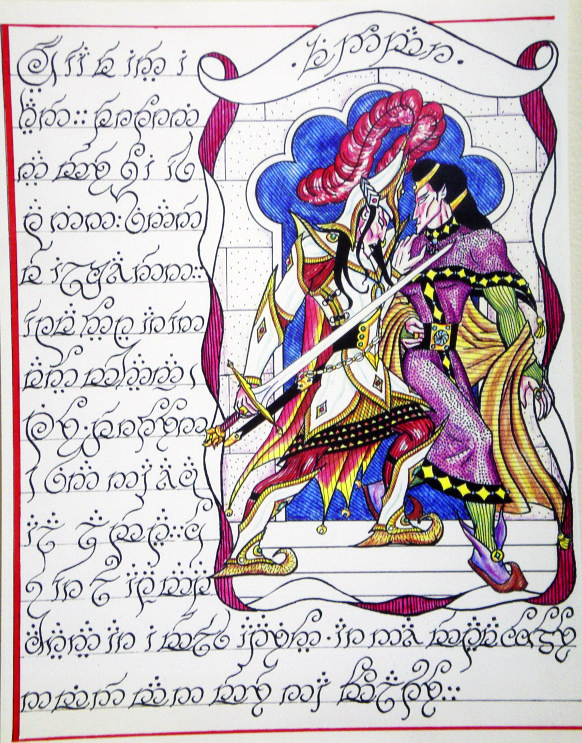
Elfos da Primeira Era como Fëanor (esquerda) e Fingolfin expressaram a coragem nórdica de maneiras diferentes. Arte por en, 2007.

Richard Gallant, no Journal of Tolkien Research, discute como a coragem nórdica é expressa pelos elfos da Primeira Era da Terra Média. Ele contrasta as ações de Fëanor e Galadriel, que exemplificam, respectivamente, os "vícios e virtudes do ethos germânico", o quadro heroico no qual operam suas famílias (Fëanorianos e Fingolfins). Fëanor, imprudentemente, rebela-se contra os Valar, e o destino o persegue, assim como a seus filhos, que juram fazer qualquer coisa para recuperar os Silmarils. Gallant vê Galadriel como uma rebelde como Fëanor, mas, ao contrário dele, capaz de transformar "a narrativa élfica fatalista e heroica em eucatástrofe por meio de seu livre-arbítrio". Especificamente, ela recusa o Um Anel quando Frodo o oferece. Para Gallant, Galadriel vive o ethos dos Fingolfins, conforme expresso por Finrod Felagund a Andreth dos Edain: "Derrubar a Sombra, ou, se isso não for possível, impedi-la de se espalhar novamente por toda a Terra Média – defender os Filhos de Eru, Andreth, todos os Filhos, e não apenas os orgulhosos Eldar!" Gallant caracteriza essa "ideologia" como a aceitação heroica dos elfos da "longa derrota". Esse é o processo de declínio e queda que Tolkien incorporou ao seu legendário, cuja única nota otimista é "a possibilidade de heroísmo". Tanto a ideologia dos Fëanorianos quanto a dos Fingolfins se encaixa no "quadro da coragem nórdica", afirma Gallant, uma escolhendo a possessividade, a outra a resistência. Ele nota que Christina Scull [en] e Wayne G. Hammond [en] definem a coragem nórdica como a "ética de resistência e perseverança" do guerreiro nórdico.

## Coragem, sorte e destino
Tolkien fez amplo uso do poema em inglês antigo Beowulf em suas obras sobre a Terra Média; a coragem nórdica aparece como uma virtude central em O Senhor dos Anéis. Um exemplo é Beorn em O Hobbit; ele exsuda coragem heroica, sendo feroz, rude e alegre, características que refletem sua imensa autoconfiança. A teoria da coragem está intimamente ligada à visão de inglês antigo sobre sorte e destino, que Tolkien adotou para a Terra Média. Beowulf define essa visão em um provérbio [en] (linhas 572b–573):
Wyrd oft nereð     unfægne eorl, / þonne his ellen deah
"O destino frequentemente poupa o homem que não está condenado, desde que sua coragem resista."
Shippey observa que isso pode parecer sem sentido – como o destino pode poupar um homem condenado, e "destino e condenação não são a mesma coisa?" Ele responde que o provérbio de Beowulf é "um excelente guia para a conduta futura. Mantenha o ânimo, pois ninguém pode ter certeza do que está destinado". Ele nota ainda que, em O Senhor dos Anéis, o mago Gandalf repete esse conselho várias vezes. Em As Duas Torres, Tolkien faz o anão Gimli dizer uma versão do provérbio em inglês antigo aos jovens hobbits Merry e Pippin, ao encontrá-los após uma série de aventuras perigosas nas ruínas de Isengard:
"A sorte os favoreceu ali, mas vocês agarraram a chance com ambas as mãos, pode-se dizer."
Burns afirma que Tolkien admirava  uma certa inglesidade, "a coragem e tenacidade... de seus compatriotas durante a Primeira Guerra Mundial... em reconhecer o dever e prosseguir resolutamente". Ela adiciona que "é o mesmo com os hobbits, que retornam e reconstroem o Condado. Embora suas qualidades complacentes e buscadoras de conforto sejam as mais evidentes, a coragem de um guerreiro ou a sensibilidade de um elfo também podem surgir nos hobbits".

### Coragem, não orgulho

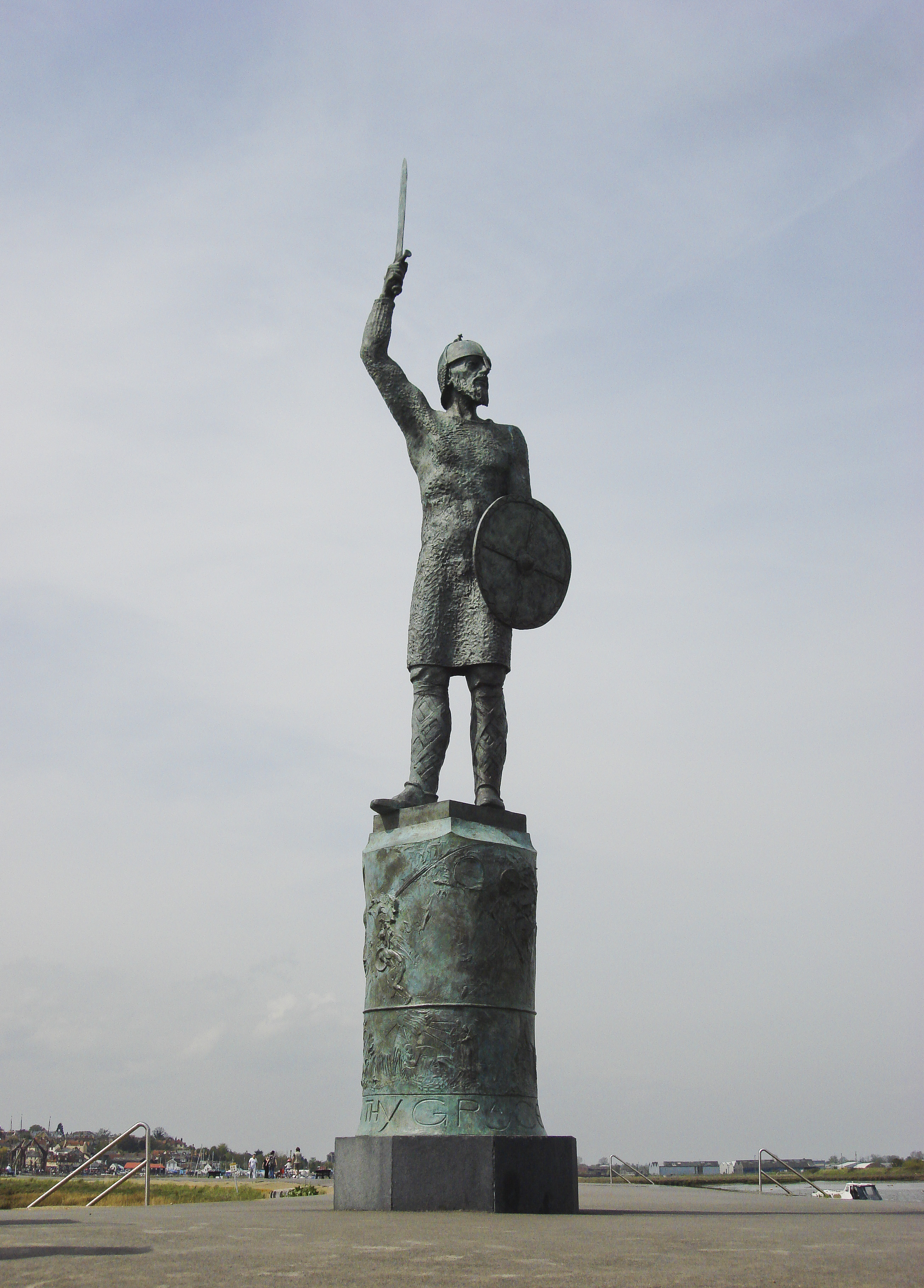
Byrhtnoth, perdedor orgulhoso da Batalha de Maldon de 991.

Escrevendo em Tolkien Studies [en], Mary R. Bowman destaca "a indomabilidade que Tolkien via como a qualidade definidora da coragem nórdica". Ela comenta que o ato corajoso de Gandalf ao bloquear o monstruoso Balrog na Ponte de Khazad-dûm foi uma "resposta direta" ao poema em inglês antigo A Batalha de Maldon, onde o líder inglês Byrhtnoth cede terreno aos invasores de forma errada e desastrosa, permitindo que desembarquem de seus navios e se preparem para a batalha. Ela escreve que, na palestra de 1936 Os Monstros e os Críticos, Tolkien elogia a coragem nórdica descrita no poema, admirando sua "'indomabilidade', a capacidade de perseverar com a certeza de que a derrota chegará mais cedo ou mais tarde". Ela nota que, na mesma época, em O Hobbit, Tolkien faz Bilbo Baggins expressar "uma visão mais crítica do tipo de heroísmo articulado em Maldon". Observando a Batalha dos Cinco Exércitos, ele aceita que pode estar em "uma última resistência desesperada" e pensa: "Ouvi canções de muitas batalhas, e sempre entendi que a derrota pode ser gloriosa. Parece muito desconfortável, para não dizer angustiante. Queria estar bem longe disso".
Thomas Honegger [en] argumenta que, em sua peça em verso aliterativo de 1953, O Retorno de Beorhtnoth, Filho de Beorhthelm, Tolkien critica amargamente o orgulho excessivo de Byrhtnoth, retratando-o de forma totalmente negativa. George Clark escreve que a reelaboração de Tolkien do poema em inglês antigo critica especificamente Byrhtnoth por seu orgulho, além de questionar os ideais heroicos anglo-saxões de busca por fama e riqueza. Shippey chama a condenação de Tolkien a Byrhtnoth de "um ato de parricídio" contra seus predecessores literários em inglês antigo, no qual ele "sacrificou" o que anteriormente descreveu como "o espírito heroico nórdico". Amber Dunai observa a crítica de Shippey ao vínculo de Tolkien entre coragem nórdica e "cavalaria" como anacrônico, pois, nas palavras de Shippey, "[a cavalaria é] uma atitude para a qual não há evidências na Inglaterra por talvez mais 150 anos [após A Batalha de Maldon]". Ela afirma que a coragem nórdica "é reconhecível como tal porque façanhas como a de Beorhtnoth foram consistentemente representadas na poesia medieval inicial como corajosas e atraentes". Bowman comenta que Tolkien luta com o heroísmo do poema, mas, em seu ensaio após o poema, "sugere a possibilidade de reabilitar esse espírito".
| A Batalha de Maldon, linhas 312–313                                             | De O Retorno de Beorhtnoth |
| ------------------------------------------------------------------------------- | --- |
|                                                                                 | Torhthelm: Está escuro! Está escuro, e a condenação se aproxima! Não nos resta luz? Acendam uma luz, e avivem a chama! Vejam! O fogo agora desperta, a lareira arde, a casa está iluminada, homens ali se reúnem. Das brumas eles vêm por portas sombrias onde a condenação espera. Ouçam! Eu os escuto no salão entoando: palavras severas cantam com vozes fortes.       |
| Hige sceal þe heardra, heorte þe cenre, mod sceal þe mare, þe ure mægen lytlað. | (Ele entoa) "O coração será mais ousado, o propósito mais firme, mais altivo o espírito à medida que nosso poder diminui! A mente não vacilará nem o ânimo fraquejará, embora a condenação chegue e a escuridão vença." Há um grande solavanco e choque da carroça. Nossa! Que solavanco, Tida! Meus ossos estão abalados, e meus sonhos despedaçados. Está escuro e frio. |

Lynn Forest-Hill, em Tolkien Studies, escreve que a resposta de Tolkien a Maldon "afirma inequivocamente a conexão entre arrogância na estratégia militar e suas consequências horríveis". Ela compara a atitude de Tolkien ao ofermod de Byrhtnoth, "orgulho dominador", com o personagem falho Boromir. Enquanto Byrhtnoth é simplesmente culpado de "liderança falha", Boromir é perigosamente orgulhoso e confiante demais, mas redime-se ao "se arrepender de seu ato maligno" e lutar até a morte para salvar os jovens hobbits.

## Parte de um complexo de virtudes

### Nórdica e cristã
E naquele exato momento, em algum pátio da cidade, um galo cantou. Agudo e claro ele cantou, sem se importar com guerra ou feitiçaria, saudando apenas a manhã que, no céu, muito acima das sombras da morte, chegava com o amanhecer.
E como se em resposta, veio de longe outra nota. Trompas, trompas, trompas, ecoando suavemente nas encostas escuras do Mindolluin. Grandes trompas do norte soando selvagemente. Rohan finalmente chegara.

O Retorno do Rei, livro 5, cap. 4 "O Cerco de Gondor"
A chegada dos cavalheiros de Rohan na Batalha dos Campos do Pelennor é anunciada, escreve Shippey, por dois chamados: um galo cantando com a chegada da manhã e, "como se em resposta... grandes trompas do norte soando selvagemente". O canto do galo remete a várias narrativas na literatura ocidental que falam, segundo Shippey, de esperança renovada e vida após a morte; do chamado que disse a Simão Pedro que ele negou Cristo três vezes, e que, apesar disso, haveria uma ressurreição; do canto do galo em Comus de Milton, que seria "algum consolo ainda"; do galo em Ódáinsakr nórdico, morto e jogado por cima de um muro por uma bruxa, mas cantando para o rei Hadding logo depois. Quanto às trompas de Rohan, na visão de Shippey, "seu significado é bravura e temeridade", e, combinadas com o canto do galo, a mensagem é que "quem teme pela sua vida a perderá, mas morrer sem temor não é derrota; além disso, isso era verdade antes do mito cristão que veio explicar por quê". Em Os Monstros e os Críticos, Tolkien citou The Dark Ages de W. P. Ker [en]:
| “                                           | Os deuses nórdicos têm uma extravagância exultante em sua guerra, que os torna mais como Titãs do que Olimpianos; apenas estão do lado certo, embora não seja o lado que vence. O lado vencedor é o Caos e a Irracionalidade [em itálico por Tolkien] – mitologicamente, os monstros – mas os deuses, que são derrotados, consideram que a derrota não é uma refutação. | ” |
| — Tolkien, citando W. P. Ker, The Dark Ages | |   |

Shippey acrescenta que as trompas de guerra exemplificam o "mundo heroico nórdico", ecoando o momento em Beowulf quando os Gautas de Ongentheow [en], presos durante a noite, ouvem as trompas dos homens de Hygelac [en] vindo resgatá-los.

### Ao mesmo tempo clássico, nórdico e cristão

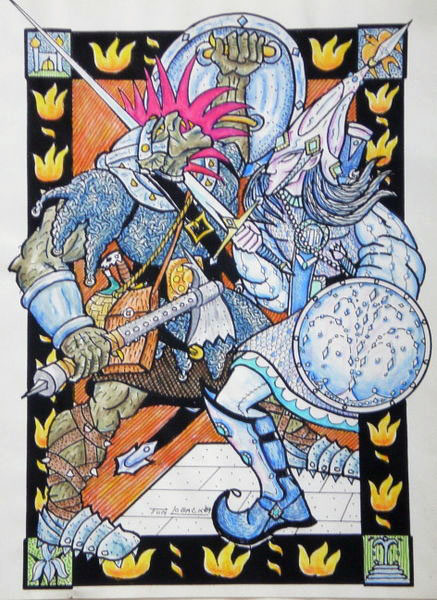
"Valentemente obstinado": o senhor elfo Ecthelion lutando até a morte durante a queda de Gondolin. Arte por en, 2007.

Austin Freeman, escrevendo em Tolkien e o Mundo Clássico, argumenta que "Tolkien combina a pietas [virgiliana], a vontade indomável e a pistis [en] cristã ('fé/confiança') em uma mistura distinta e poderosa: assim, a forma da bravura nórdica é preenchida com o conteúdo da pietas clássica e movida por um objetivo final de pistis". Isso cria, escreve Freeman, a virtude tolkieniana de estel, uma forma de esperança que incorpora "confiança ativa e lealdade". Freeman nota que Tolkien descreve a resistência do senhor elfo Ecthelion, lutando contra o Balrog Gothmog e seus orcs até a morte durante a queda de Gondolin, como "a mais valentemente obstinada" das histórias dos Noldor, comentando que a palavra composta com hífen poderia ser "uma glosa explícita do autor sobre a ideia da coragem nórdica".

### J. R. R. Tolkien
1. 1 2 3 4 5 6  (Tolkien 1997, pp. 20–21)
2. ↑  (Carpenter 2023, Cartas #131 a Milton Waldman, final de 1951)
3. ↑  (Carpenter 2023, Cartas #211 a Rhona Beare, 14 de outubro de 1958)
4. ↑  (Tolkien 1997, pp. 33–34)
5. 1 2 3  (Carpenter 2023, Cartas #294 a Charlotte e Denis Plimmer, do The Daily Telegraph, 8 de fevereiro de 1967)
6. ↑  (Tolkien 1997, pp. 25–26)
7. 1 2  (Tolkien 1955, livro 5, cap. 4 "O Cerco de Gondor")
8. ↑  (Tolkien 1993, pp. 310–311)
9. ↑  (Tolkien 1997, p. 20)
10. ↑  (Tolkien 1954, livro 3, cap. 9 "Flotsam and Jetsam")
11. ↑  (Tolkien 1966, pp. 3–25)
12. 1 2  (Tolkien 2018, p. 90)

- Carpenter, Humphrey (2023). The Letters of J. R. R. Tolkien: Revised and Expanded Edition [As Cartas de J. R. R. Tolkien: Edição Revisada e Ampliada]. Nova Iorque: Harper Collins. ISBN 978-0-35-865298-4
- Tolkien, J. R. R. (1954). The Lord of the Rings: The Two Towers [O Senhor dos Anéis: As Duas Torres]. Boston: Houghton Mifflin. OCLC 1042159111
- Tolkien, J. R. R. (1955). The Lord of the Rings: The Return of the King [O Senhor dos Anéis: O Retorno do Rei]. Boston: Houghton Mifflin. OCLC 519647821
- Tolkien, J. R. R. (1966). The Tolkien Reader [O Leitor de Tolkien]. Nova Iorque: Ballantine Books. ISBN 0-345-34506-1
- Tolkien, J. R. R. (1997) [1983]. The Monsters and the Critics, and Other Essays [Os Monstros e os Críticos, e Outros Ensaios]. [S.l.]: HarperCollins. ISBN 978-0-261-10263-7. Consultado em 8 de julho de 2025
- Tolkien, J. R. R. (1993).  Tolkien, Christopher, ed. Morgoth's Ring [Anel de Morgoth]. Boston: Houghton Mifflin. ISBN 0-395-68092-1
- Tolkien, J. R. R. (2018).  Tolkien, Christopher, ed. The Fall of Gondolin [A Queda de Gondolin]. Boston: Houghton Mifflin. ISBN 978-0-0083-0275-7